# Bautastein von Nybø
Der Bautastein von Nybø steht am Sognefjordvegen, östlich von Leikanger am Sognefjord bei Sogndal im Fylke Vestland in Norwegen.
Der massive Bautastein (Menhir) steht nahe der Küste, unterhalb des Parkplatzes einer Schule. Er ist etwa 5,0 Meter hoch, 80 cm breit und 40 bis 50 cm dick und aus grauem Granit.
Der Stein wurde zweimal von seinem ursprünglichen Platz entfernt. Um den Stein herum wurden mehrere Gräber aus der Eisenzeit entdeckt.
Der Stein wurde 1824 vom Künstler Johan Christian Clausen Dahl (1788–1857) gemalt.
In der Nähe stehen der Balderstein und der Bautastein von Hamre.